# British Hard Court Championships 1983
Il British Hard Court Championships 1983 è stato un torneo di tennis giocato sulla terra rossa. È stata la 14ª edizione del torneo, che faceva parte del Volvo Grand Prix 1983. Si è giocato a Bournemouth in Gran Bretagna dal 18 al 25 aprile 1983.

## Campioni

### Singolare maschile
José Higueras ha battuto in finale  Tomáš Šmíd con il punteggio di 2–6, 7–6, 7–5

### Doppio maschile
Tomáš Šmíd /  Sherwood Stewart hanno battuto in finale  Heinz Günthardt /  Balázs Taróczy con il punteggio di 7–6, 7–5